# Ken Dugdale
Ken Dugdale (ur. 7 grudnia 1950) – były nowozelandzki piłkarz, grający na pozycji pomocnika. Obecnie trener piłkarski.

## Kariera klubowa
Ken Dugdale podczas kariery piłkarskiej był zawodnikiem Gisborne City.

## Kariera trenerska
W latach 1985–1986 był trenerem North Wellington. W latach 1998–2002 był selekcjonerem reprezentacji Nowej Zelandii. W 1998 zdobył Puchar Narodów Oceanii po zwycięstwie 1-0 z Australią. Dzięki temu Nowa Zelandia wystartowała w Pucharze Konfederacji 1999. Na turnieju w Meksyku Nowa Zelandia przegrała wszystkie trzy mecze z USA (1-2), Niemcami (0-2) oraz Brazylią (0-2).
W 2000 Nowa Zelandia zajęła drugie miejsce w Pucharze Narodów Oceanii. Dudale odszedł z funkcji selekcjonera po przegranych eliminacjach Mistrzostw Świata 2002. W latach 2002–2003 prowadził występujący w National Soccer League New Zealand Knights FC. Od 2008 roku jest trenerem prowincjonalnego norweskiego klubu Vollen UL.